# Pharrell Williams
Pharrell Williams (egyszerűbben csak Pharrell, fonetikusan: [fəˈrɛl]) (Virginia Beach, 1973. április 5. –) többszörös Grammy-díjas amerikai énekes, rapper, zenész és zenei producer.
Szólókarrierje mellett 2003 tagja a N.E.R.D-nek, ami egy rock, funk, hiphopbanda amit Williams a gyermekkori barátaival alapított. A zenekarban Williams dobol és énekel. Chad Hugoval közösen alapítottak egy zenei producer duót a The Neptunes-t, többnyire soul, hiphop és RnB stílusú zenékkel foglalkoznak. Első lemeze, a Frontin 2003-ban jelent meg, ezt követte debütáló albuma, az In My Mind 2006-ban. Második albumát, a G I R L,-t 2014. március 14-én adta ki.
A The Neptunes tagjaként Williams számos sikeres sláger rögzítésében közreműködött, különféle előadókkal. Eddig hét Grammy-díjat nyert, ebből kettőt a The Neptunes-szal. Jelenleg tulajdonosa egy médiavállalatnak, az i am OTHER-nek, a vállalat zenével, szórakoztatással, divattal és művészetekkel foglalkozik. Williams két ruházati márkának is az alapítója, az Ice Creame-nek és a Billionaire Boys Clubnak.